# فيرنر روث (لاعب كرة قدم)
فيرنر روث (بالإنجليزية: Werner Roth)‏ (4 أبريل 1948 بليوبليانا في سلوفينيا - ) هو لاعب كرة قدم أمريكي في مركز الدفاع. شارك مع منتخب الولايات المتحدة لكرة القدم. أما مع النوادي، فقد لعب مع نيويورك كوسموس.

## وصلات خارجية
- فيرنر روث على موقع IMDb (الإنجليزية)
- فيرنر روث على موقع قاعدة بيانات الفيلم (الإنجليزية)

- فيرنر روث على موقع قاعدة بيانات كرة القدم.إي يو (الإنجليزية)
- فيرنر روث على موقع ناشيونال فوتبول تيمز (الإنجليزية)
- فيرنر روث على موقع عالم كرة القدم.نت (الإنجليزية)